# Алексей Петрович Хвост

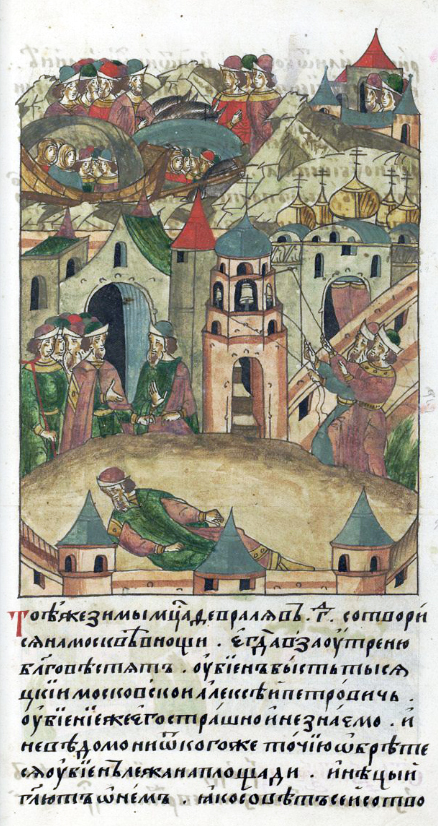
Лицевой летописный свод: «Той же зимой, месяца февраля в 3 день, в Москве ночью, когда заутреню благовестили, был убит московский тысяцкий Алексей Петрович. Убит был страшно, неведомо кем, неведомо как, только нашли его убитым на площади, когда заутреню благовестят. И некоторые говорили, что это сделано или по совету больших бояр или кем иным, тайком. Убит он был так же как великий князь Андрей Боголюбский Кучковичами. И был мятеж великий на Москве из-за того убийства»

Алексе́й Петро́вич Хвост (ум. 3 февраля 1357 г.) — боярин, московский тысяцкий.
Впервые упоминается в летописи в 1347 году в качестве одного из посланников великого князя Семёна Ивановича, ездивших в Тверь за невестой великого князя.
По предположениям ряда историков, входил в круг лиц, близких ко второму сыну Ивана Калиты князю Ивану Красному, замещавшего старшего брата на великокняжеском столе во время его поездки в Орду в 1347-1348 годах. После возвращения Семёна Ивановича в Москву был подвергнут опале, предположительно за его попытку подтолкнуть князя Ивана Ивановича ко вмешательству в междоусобную борьбу, вспыхнувшую в то время в Литве: «А что Олексе Петрович вшел в коромолу к великому князю, нам, князю Ивану и князю Андрею, к собе его не приимати, ни его детии, и не надеятися ны его к собе до Олексеева живота…»
После смерти во время «великого мора» великого князя Семёна Ивановича, а затем его тысяцкого Василия Протасьевича Вельяминова был возвращён новым великим князем Иваном Ивановичем в Москву и назначен московским тысяцким. Это вызвало недовольство «старого» московского боярства. Был убит в результате боярского заговора 3 февраля 1357 года, во время пребывания великого князя в Орде. «Убиение же сего Алексея Петровича бе дивно никако и незнаемо, токмо един обретяся на площади лежаще. Мнимся от своей братии от бояр за правду пострадал, общею их думою убиен бысть…»
Как представитель влиятельного боярского рода владел обширными вотчинами в Боховом стане Московского уезда, а также селом Хвостовским у города, находившимся в современном Замоскворечье. От этого села возникло название существующих ныне в центре Москвы Хвостовых переулков.
Имел сына Василия, от которого, по позднейшим родословным сказаниям, происходит несколько дворянских родов: Хвостовы, Отяевы, Белкины, Лебедевы, Шафровы, Пыжовы, Ершовы, Дюпины. В росписях конца XVII века, поданных в Разрядный приказ представителями дворянских фамилий Хвостовых и Отяевых, отцом боярина назван Пётр Босоволков (Басаволк, Бассавол), служивший якобы при великом князе Иване Даниловиче наместником московским.

## В художественной литературе
Алексей Петрович Хвост стал персонажем романа Дмитрия Балашова «Ветер времени» из цикла «Государи Московские».